# Gruppo di pressione

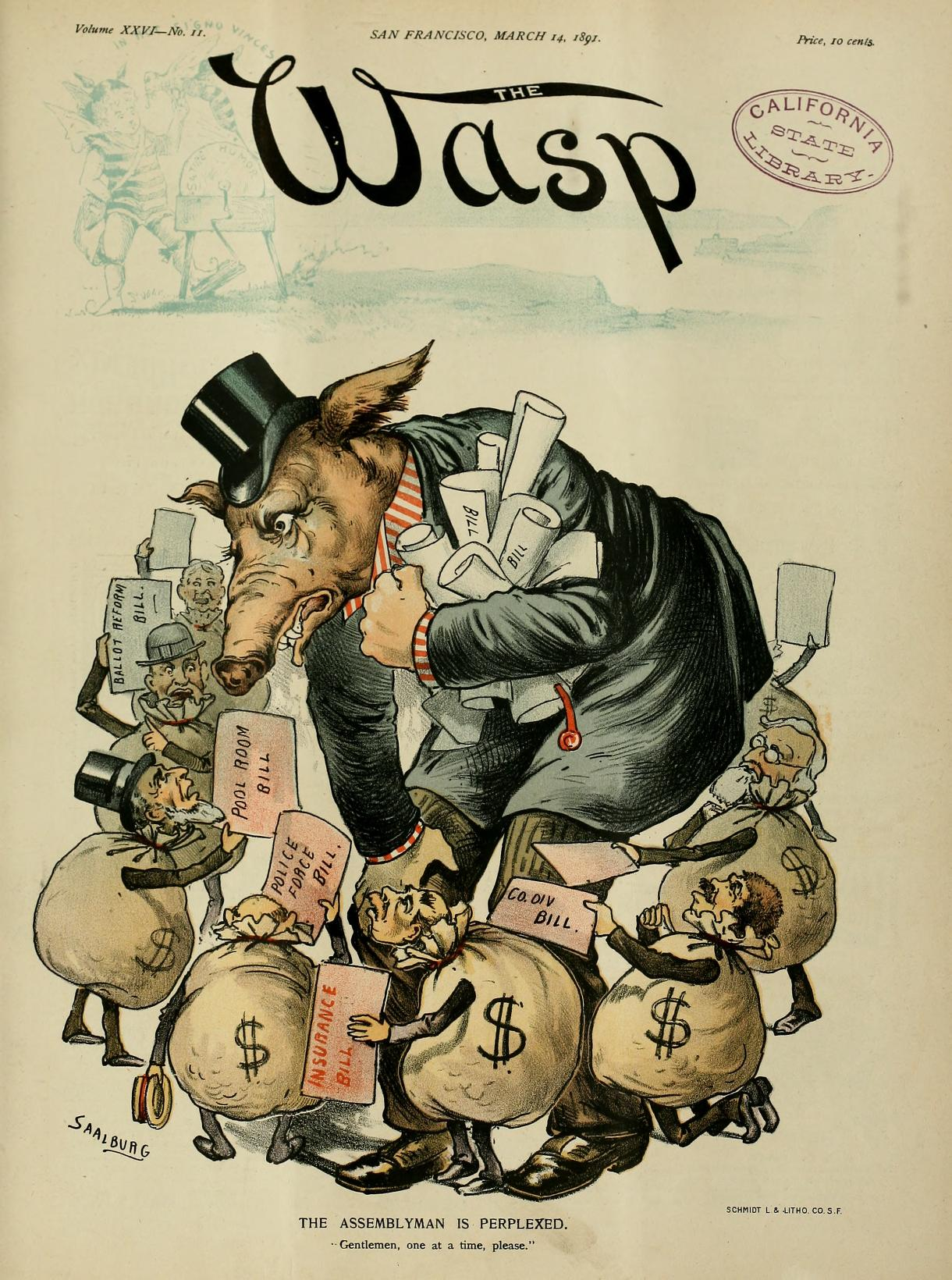
Vignetta del 1891 che rappresenta il lobbismo negli Stati Uniti

Un gruppo di pressione, anche detto gruppo di interesse o colloquialmente indicato con l'anglicismo lobby, è un gruppo organizzato di persone o di aziende che cerca di influenzare con varie strategie dall'esterno le istituzioni per favorire particolari interessi, la cui influenza può far leva su elementi immateriali, come il prestigio di cui il gruppo gode, o su elementi materiali, come il denaro di cui dispone.
In genere vi sono ditte professioniste specializzate nell'offrire servizi di lobbismo, che possono svolgersi con diverse modalità, che vanno da contatti diretti con personale istituzionale a campagne propagandistiche attraverso i media, all'organizzazione di congressi scientifici, ecc. .
Il termine inglese lobby significa propriamente «loggia» (nel senso di «tribuna [parlamentare riservata al pubblico]»). La modalità di azione con cui esso si inserisce, esercitando la propria pressione sul sistema politico, viene denominata lobbying (o lobbismo).

## Etimologia del termine
Lobby è parola di derivazione latina medioevale (da laubia = «loggia, portico»). Secondo Adrian Room questa parola venne usata per la prima volta da Thomas Bacon in The Relikes of Rome nel 1553; nel 1593 essa venne ripresa da William Shakespeare in Enrico VI, parte II, con il significato di «passaggio», «corridoio».
Altre fonti fanno derivare lobby dall'antico alto tedesco lauba, che significava deposito di documenti, che divenne poi lobby nell'adattamento inglese. Il dizionario inglese Webster ricorda che questa parola designa anche il recinto dove vengono raggruppati gli animali destinati al macello.
Fu nel XIX secolo, intorno al 1830, che il termine lobby venne ad indicare, nella House of Commons, quella grande anticamera in cui i membri del Parlamento usavano votare durante una "division". Successivamente il termine venne attribuito a quella zona del Parlamento in cui i rappresentanti dei gruppi di pressione cercano di contattare i membri del Parlamento stesso: le lobby, ovvero le anticamere di fronte alle aule in cui le decisioni collettive venivano prese. Per indicare questi rappresentanti e l'attività da essi esercitata, si iniziò, nel XIX secolo, a far uso dei termini lobbyist e lobbying. Estensivamente lobby indica da allora, anche se in modo improprio, il gruppo di pressione che lì si riuniva per incontrare i soggetti del sistema politico.
Anche le varianti del termine lobby sono entrate a far parte della lingua italiana o, per lo meno, del linguaggio giornalistico italiano. Abbiamo quindi: "lobby", "lobbies", "lobbying", "lobbista" ecc.

## Caratteristiche del fenomeno
Il gruppo di interesse si attiva in modo da esercitare influenza sulle decisioni dei decisori pubblici, siano essi i rappresentanti del potere legislativo, dell'esecutivo, delle Authority e degli enti di controllo o della funzione di implementazione realizzata dalla pubblica amministrazione.
Il termine lobby viene usato anche per indicare gruppi e organizzazioni legati tra loro dalla volontà di esercitare l'influenza a favore dell'interesse particolare presso le istituzioni legislative, politiche ed amministrative chiamate ad individuare l'interesse generale e a legiferare in merito ad esso. In Europa questo processo si verifica presso la Commissione che ha sede a Bruxelles, e in misura minore presso il Parlamento, che ha sede a Strasburgo; negli USA la pressione si esercita sul Congresso di Washington, ma anche sui vertici dell'esecutivo, guidato dal Presidente degli Stati Uniti.
Come osservato da Luigi Graziano il lobbying - come libero mercato dei gruppi di pressione organizzati, in competizione pura e perfetta per ottenere accoglimento dell'interesse rappresentato presso il decisore politico - è una modalità che si verifica all'interno di sistemi politici di tipo liberaldemocratico, come gli Stati Uniti, in cui la società civile rileva un tasso maggiore di articolazione degli interessi e una migliore capacità di aggregazione degli stessi, mentre il sistema politico manifesta una minore capacità generale di intervento dentro ai subsistemi sociali ed economici. Il lobbismo in questo senso nasce all'interno di una cornice di stato minimale e di una maggiore attivazione della società civile organizzata. Al contrario, modelli alternativi di rappresentanza degli interessi, come il neo-corporativismo, connotano i sistemi politici con uno stato, etico, intensivamente inserito nella regolazione di economia e società - come accade nei sistemi politici europei continentali (i.e. Germania) - e un subsistema sociale ed economico meno articolato, in cui si stagliano pochi, qualificati gruppi di pressione, inclusi dall'esecutivo nella determinazione di un limitato numero di politiche pubbliche (economia, lavoro, fiscalità).
Recentemente, come osservato da Marco Mazzoni si è diffuso un improprio uso giornalistico del termine anche per indicare ogni gruppo più o meno organizzato che si dedichi allo scopo di attivare attenzione mediatica in supporto di (o contro) un preciso provvedimento legislativo. Parte della dottrina ritiene che se l'attività di lobbying ha per oggetto una "mediazione illecita" verso un pubblico ufficiale essa costituisce gli estremi del reato di traffico di influenze.

## Nel mondo

### Stati Uniti d'America
Una lunga tradizione di lobbismo (circa due secoli) ha portato una regolamentazione della pratica attraverso: The Federal Regulation of Lobbying Act (1946), che nel disciplinare le attività dei gruppi di interesse in seno al Congresso prevede l’iscrizione in un registro dei gruppi di interesse, consulenti e lobbisti e impone il rispetto di un codice di condotta; TheBird Amendment, The foreign Agents Registration Act (del 1938, emendato nel 1966).
Negli Stati Uniti d'America i lobbisti hanno un avanzato grado d’istruzione (80% con laurea), una formazione scolastica eterogenea (legge, ingegneria, medicina, chimica, eccetera) e retribuzioni molto elevate: negli Usa, infatti, il lobbying ha costituito un mezzo concorrente a quello politico nella rappresentanza degli interessi della società civile, circa la metà dei parlamentari e senatori uscenti diventano lobbisti. Oggi questo fenomeno impegna a Washington decine di migliaia di operatori in rappresentanza di qualsiasi soggetto anche estero come imprese, associazioni professionali, università, chiese, politici stranieri eccetera e, quindi, non riguarda solo interessi economici forti. Secondo un aneddoto diffuso nel Congresso americano, il modo più rapido per conoscere in profondità un progetto di legge è ascoltare il lobbista a favore del provvedimento e quello contrario".

### Istituzioni europee

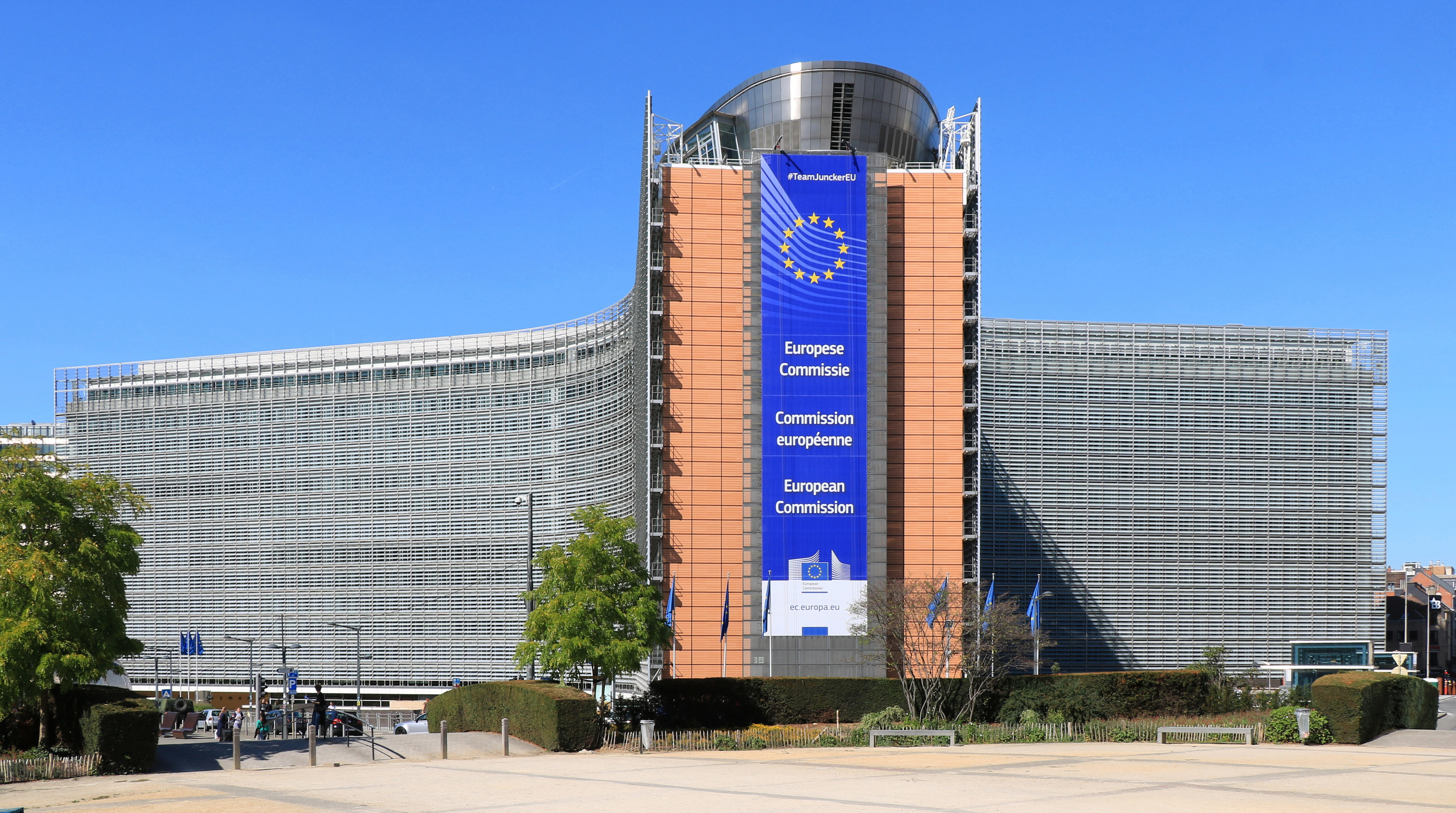
La Commissione europea a Bruxelles, con la quale i lobbisti sono molto attivi

Si stima vi siano a Bruxelles quindicimila lobbisti che difendono gli interessi delle grandi aziende, delle associazioni di categoria (peak o umbrella associations), ma anche dei gruppi ambientalisti, per la tutela dei diritti sociali e delle organizzazioni non governative nei confronti del sistema politico-decisionale europeo. La sempre maggiore presenza di gruppi di pressione a Bruxelles è dovuta alla crescente capacità dell'Unione europea di intervenire con legislazione e regolazione in molte materie ed ambiti precedentemente normati dalle istituzioni nazionali. Sia i Commissari e i dipendenti della Commissione, sia i Parlamentari e i dipendenti del Parlamento europeo sono chiamati al rispetto di specifici codici di condotta, inclusivi di una specifica disciplina per le relazioni con i rappresentanti degli interessi, nello svolgimento del proprio mandato politico o dell'incarico amministrativo. Inoltre, uno specifico codice di condotta viene sottoscritto dai rappresentanti degli interessi particolari che su base volontaria si iscrivono al Registro della Trasparenza, frutto di un processo di regolamentazione del lobbying affrontato tanto dalla Commissione quanto dal Parlamento europeo.
Con il Libro bianco sulla governance europea della Commissione (2001) veniva prevista la possibilità che gruppi organizzati del mondo economico e della società civile organizzata prendessero parte al processo decisionale europeo, non più connotato da un government, centralizzato e basato su una logica top-down, ma fondato sulla governance, diffusa e fondata su un modello bottom-up. Con il Libro verde del 2006, Iniziativa europea per la Trasparenza, la Commissione europea avvia una consultazione pubblica volta a indagare sulle modalità migliori per avere un quadro più strutturato per le attività dei rappresentanti dei gruppi di interesse (lobbisti). L'esito della consultazione - con contributi inviati da associazioni di categoria, gruppi della società civile organizzata, organizzazioni non governative e organizzazioni non a scopo di lucro, cittadini, portatori di interessi pubblici - porta alla creazione presso la Commissione nel marzo 2007 di un Registro europeo dei rappresentanti di interessi, a iscrizione volontaria ma basato su incentivi selettivi, e del relativo Codice di condotta per i lobbisti.
Nel corso del 2011 anche il Parlamento europeo aderisce all'iniziativa della registrazione per i lobbisti e crea un Registro comune europeo (Commissione-Parlamento) dei rappresentanti di interessi, denominato Registro per la trasparenza.
In questo senso, essendo l'attività di lobbying esercitata presso le istituzioni decisionali europee trasparente e pubblica, l'intero processo di policy making appare più facilmente leggibile agli osservatori (cittadini, giornalisti, portatori di interessi, ecc.) e più aperto alla partecipazione di una molteplicità di interessi.
Una delle più importanti organizzazioni impegnate nello studio del fenomeno lobbistico in Europa è il Corporate Europe Observatory di Bruxelles, nato nel 2005.
Il fenomeno del lobbing nel mondo farmaceutico è fortemente sviluppato e causa di noti e meno noti fenomeni di disease mongering.

### Italia
In Italia i problemi legati alla mancanza di regolamentazione del lobbismo e della rappresentanza degli interessi organizzati hanno assunto uno sviluppo molto ampio a causa di alcuni fattori legati al sistema politico. Un esempio di gruppo di pressione in Italia è Coldiretti.

#### Tentativi di approvare una legge nazionale
Dal 1948 al 2017, 65 disegni di legge sono stati presentati presso il parlamento italiano, in materia di regolamentazione della rappresentanza degli interessi e di partecipazione dei gruppi di pressione al processo decisionale pubblico, ma nessuno di essi è mai stato approvato. Tra questi, il cosiddetto "DDL Santagata", preparato durante il secondo governo Prodi. Il disegno di legge fu presentato dal Ministro per l'attuazione del programma di governo, Giulio Santagata, nel novembre 2007, al termine di un lavoro di analisi ed elaborazione condotto da una Commissione governativa presieduta dal consigliere di Stato Michele Corradino e da PierLuca Petrillo. Il disegno di legge, approvato dal Consiglio dei Ministri, venne assegnato alla Commissione Affari Costituzionali del Senato ma mai discusso a causa della caduta del governo Prodi. Analoghe proposte di legge sono state riprese durante la XVI legislatura (2008-2012) dai deputati Marinello e Murgia. Nel corso della XVI legislatura a firma dei deputati Moroni e Sereni, un altro disegno di legge in proposito è stato presentato, senza che si concretizzasse in legge.
Nel corso della XVII legislatura, il governo presieduto da Enrico Letta ha ripreso il tema della regolamentazione dei gruppi di pressione, affidando ad un gruppo di lavoro la redazione del disegno di legge, dopo aver condiviso nel Consiglio dei Ministri del 24 maggio 2013 una nota informativa su come procedere a regolamentare le lobbies. Il 5 giugno 2013, su incarico del presidente Letta, il gruppo di lavoro incaricato di redigere il ddl lobby ha ufficialmente incontrato una delegazione di lobbisti. Il gruppo di lavoro, coordinato dal segretario generale di Palazzo Chigi Roberto Garofoli e da Pier Luigi Petrillo, ha concluso il lavoro di elaborazione del disegno di legge il 12 giugno 2013. Il provvedimento è stato illustrato nel pre-Consiglio dei Ministri del 4 luglio 2013 ed ha sollevato immediatamente critiche e valutazioni poco favorevoli, tanto da parte del mondo dei lobbisti quanto da parte di alcuni politici. Il Consiglio dei Ministri del 5 luglio 2013 ha preferito rinviare il provvedimento suggerendo per il testo ulteriori approfondimenti comparati.
Il disegno di legge elaborato dal gruppo di lavoro è naufragato di fronte alla opposizione di un cospicuo numero di Ministri contrari tanto al merito quanto al metodo del drafting legislativo, ritenuto troppo puntuale e interventista. In particolare il disaccordo sostantivo, cui è riconducibile il naufragio della possibilità di regolamentare le lobby da parte dell'esecutivo Letta, riguardava una molteplicità di profili, insiti nelle proposte avanzate nella bozza, tra cui: autorità delegate alla tenuta del Registro dei lobbisti, entità delle sanzioni per comportamenti contrari alla legge, frequenza del rendiconto degli incontri tra politici e lobbisti.
L'esecutivo Renzi aveva segnalato nel DEF l'esigenza di definire a giugno 2014 "un provvedimento legislativo per regolare le lobby e le relazioni fra gruppi di interesse e istituzioni, a tutti i livelli".
Nel luglio 2016 anche il vice presidente della Camera Luigi Di Maio ha sostenuto la necessità di una legge in materia.
Nel 2023 il presidente della 1ª Commissione Affari Costituzionali della Camera, on.le Pagano, ha ripreso la tematica affidando ad un gruppo di costituzionalisti, guidati dai prof.ri Massimo Luciani e Pier Luigi Petrillo, il compito di redigere un testo normativo in materia che dovrebbe essere presentato entro il 30 marzo 2024.

#### Legislazione regionale
In assenza di una normativa nazionale, il tema del lobbying ha avuto uno sviluppo disciplinare all'interno di alcuni contesti regionali, in funzione sussidiaria rispetto all'impossibilità di addivenire ad una legge nazionale e come risposta ad alcune istanze strutturate presenti in specifici sistemi politici regionali. Così alcune regioni italiane hanno approvato delle leggi regionali in materia di disciplina del lobbying: è il caso della Regione Toscana (L. R. 5/2002 Norme per la trasparenza dell'attività politica e amministrativa del Consiglio regionale della Toscana), della Regione Molise (L. R. 24/2004 Norme per la trasparenza dell'attività politica ed amministrativa del Consiglio regionale del Molise) e della Regione Abruzzo (L.R. 61/2010 Disciplina sulla trasparenza dell'attività politica e amministrativa e sull'attività di rappresentanza di interessi particolari). Più recentemente altri 2 testi di legge regionale per la disciplina del lobbying sono stati approvati in Calabria e Lombardia, mentre analoghe proposte di legge regionale sono state presentate nelle Marche, in Emilia-Romagna, Veneto e Friuli-Venezia Giulia, finora senza esito.

#### Regolamentazioni non legislative
Il primo parziale tentativo ministeriale è stato avviato dal Ministero delle politiche agricole alimentari e forestali dove, con il DM 9 febbraio 2012, n. 2284, con la creazione dell'Unità per la Trasparenza, poi chiuso dal Ministro Nunzia De Girolamo. Ad aprile 2015, viene varata al MIPAAF una nuova disciplina del Registro - che prevede anche iscrizioni di ufficio, in parallelismo con i registri regionali toscano, lombardo, pugliese e abruzzese - risultano registrati nell'Elenco dei Lobbisti del MiPAAF, 112 soggetti tra cui multinazionali come Enel e Vodafone, associazioni di settore come Legapesca e ONG come Slow Food.
Sempre a livello di disciplina nazionale dal settembre 2016, è attivo il Registro dei lobbisti presso il Ministero dello Sviluppo Economico, fortemente voluto dal Ministro Calenda, e che consente ai soli gruppi registrati di poter fissare incontri dentro al MISE con Ministro, Vice - Ministri e Sotto Segretari di Stato.
A livello di disciplina nazionale del lobbying, nel mese di aprile 2016, la Giunta per il regolamento della Camera dei deputati ha approvato il Codice di condotta dei deputati e la Regolamentazione dell'attività di rappresentanza di interessi, di ispirazione del Deputato Pino Pisicchio.
Il nuovo regolamento, con la previsione di un registro dei lobbisti presso la Camera dei Deputati ha avuto avvio, solo per questo ramo del Parlamento, grazie al Disciplinare realizzato dal Vice Presidente della Camera dei Deputati Marina Sereni. Infatti, il 7 febbraio 2017 l'ufficio di Presidenza della Camera dei Deputati ha approvato definitivamente il nuovo regolamento dei lobbisti che è entrato in vigore il 7 marzo 2017 prevedendo l'obbligo, per chiunque voglia fare lobby alla Camera, di iscriversi in un registro pubblico e di presentare annualmente una relazione sulle attività poste in essere. Infine, nel maggio 2017 anche il Ministero per la Semplificazione e la Pubblica Amministrazione, guidato dal Ministro Maria Anna Madia, ha avviato il registro dei portatori di interessi; solo mediante l'accreditamento a tale registro, come nel caso del MISE, si può essere ricevuti da Ministro e Sottosegretari dentro i locali del Ministero (ed è pubblicata una agenda elettronica degli incontri avuti dal Ministro con i portatori di interessi, per garantire la massima trasparenza possibile).

## Il registro dei lobbisti
Nel marzo 2012 la Presidenza del Senato italiano aveva annunciato l'intenzione di istituire un registro dei lobbisti, intendendo con questo termine i soggetti che, con trasparenza, hanno il compito di rappresentare ai poteri amministrativi o a quelli legislativi le richieste dei gruppi di pressione.
I media si sono ampiamente occupati della questione, anche se da diversi parti si sottolinea la necessità di porre una distinzione, basata sulla trasparenza e sulla deontologia nei contatti, tra la figura del lobbista e quella del faccendiere.
Sono attivi 4 registri nazionali (MIPAAF dal 2015, MISE da settembre 2016, Camera dei deputati da marzo 2017, MISPA da maggio 2017), 5 registri regionali (Toscana, Abruzzo, Lombardia, Calabria, Puglia), la cui struttura riprende il modello del Registro della Trasparenza della UE (con sezioni dedicate a lobbisti interni, lobbisti esterni, ong, think tank, soggetti della rappresentanza territoriale; e con incentivi selettivi per la registrazione), mentre sembra ancora impraticabile l'ipotesi di emanazione di una legge nazionale sul tema.